# Mélanie Pain

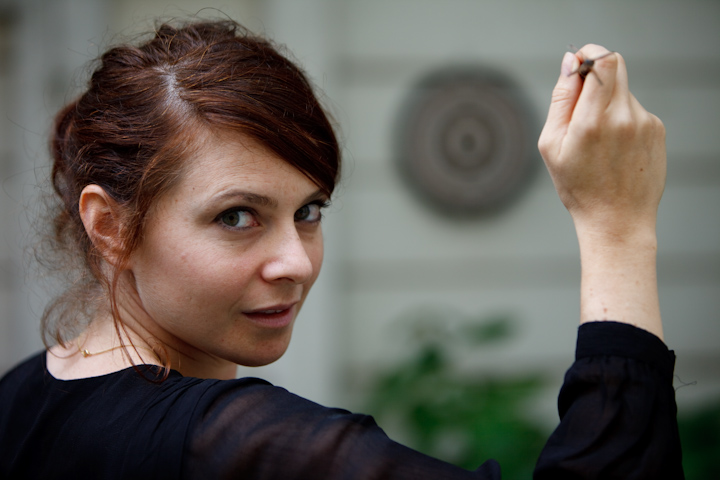
Mélanie Pain (2009)

Mélanie Pain (* in Caen) ist eine französische Pop- und Chansonsängerin. Bekannt wurde sie durch ihre Mitarbeit an dem Bandprojekt Nouvelle Vague.

## Biografie
Die spätere Nouvelle-Vague-Sängerin verfolgte zunächst eine andere Berufslaufbahn. Nach dem Studium der Politikwissenschaften an der Universität in Aix-en-Provence zog sie nach Paris, um als Webdesignerin in einer Werbeagentur zu arbeiten.
Als Electropop-Sängerin reüssierte sie 2003 auf dem M83-Album Dead Cities, Red Seas & Lost Ghosts. 2004 folgten Gesangsparts auf dem Album First Date des französischen Komponisten und Electronic-Produzenten Villeneuve. Einem größeren Publikum wurde Mélanie Pain bekannt als Stammmitglied des New-Wave-Coverbandprojekts Nouvelle Vague, wo sie einem knappen Dutzend Titeln ihre Stimme lieh – unter anderem The Killing Moon, Ever Fallen In Love, Dance With Me, Blue Monday und Sweet and Tender Hooligan. Zusammen mit Camille, Phoebe Killdeer, Marina Celeste und anderen gehörte sie zu den wechselnden Sängerinnen der Band. Beteiligt an rund einem Viertel der Nouvelle-Vague-Studioaufnahmen, profilierte sie sich auch bei Live-Tourneen als ein wichtiger Gesangs-Part der Band. 2007 intonierte sie den Song „The Switchboard Girl“ für das Album „We Don’t Just Disappear“ des Piano Magic-Nebenprojekts Future Conditional.
Von ihren Nouvelle-Vague-Erfahrungen konnte Pain auch als Solosängerin profitieren. 2009 erschien ihr Album My Name, auf dem sie zwei Titel im Duett singt – mit dem norwegischen Folkmusiker Thomas Dybdahl und dem französischen Pop-Rock-Sänger Julien Doré. Produziert wurde My Name von Nouvelle-Vague-Mitbegründer Marc Collin. Der zusammen mit Julien Doré gesungene Titel Helsinki erschien im gleichen Jahr als Single; ebenso die Auskoppelung Ignore-moi. Promotet unter anderem von dem auf die neue französische Szene spezialisiertem Kölner Label Le Pop, absolvierte sie auch in Deutschland regelmäßig Auftritte – teilweise zusammen mit Camille (gleichfalls Nouvelle Vague) und Marianne Dissard.

## Musik
Mélanie Pains Stimme wird oft als mädchenhaft-hell, gelegentlich sogar als lolitahaft charakterisiert. Geben einschlägige Promotexte als frühe Vorbilder eher Rock- und Wavebands an wie die Pixies, Sonic Youth und PJ Harvey, nahm die Sängerin im Zug ihrer Solokarriere eine Neubestimmung vor. Als neue Vorbilder benannte sie Françoise Hardy, Nick Cave, Nancy Sinatra und Leonard Cohen. Stilistisch erfolgte anlässlich von My Name eine stärkere Orientierung in Richtung Singer/Songwriter-Country und Americana.
Anlässlich eines – kurzfristig abgesagten – Konzerts im Frankfurter Musikclub Das Bett Ende 2009 wurde Mélanie Pain wie folgt angekündigt: „Vor allem aber vergisst Mélanie bei aller Sweetness nicht die nötige Prise Pfeffer – und verhindert damit den Zuckerschock, den man von anderen Chanteusen kennt. Hier harmoniert das Süße wunderbar mit dem Sauren – und Madame Pain wird damit wohl bald größere Brötchen backen können. Melanie Pain verfügt über eine Stimme die zugleich tief und voller Leichtigkeit ist, emotional und distanziert, geschmeidig und spröde. Es sind Folk-Pop-Chansons in Englisch und Französisch, die Erinnerungen wecken an nächtliche Cafehausbesuche, ihre spröde, rauchige Stimme verleiht uns Zutritt in eine erregende Welt.“

## Diskografie

### Mit Nouvelle Vague
- Nouvelle Vague (Peacefrog Records, 2004)
- Bande à Part (Peacefrog Records, 2006)
- 3 (Peacefrog Records, 2009)
- Coleurs sur Paris (Kwaidan Records, 2010)
- I Could Be Happy (Kwaidan Records, 2016)
- Should I Stay Or Should I Go (PIAS, 2024)

### Solo
- My Name (Album; Wagram, 2009)
  - Helsinki (Single; Wagram, 2009)
  - Ignore-moi (Single; Wagram, 2009)
- Bye Bye Manchester (Album; JSM, 2013)
- Parachute (Album; Kwaidan Records, 2016)

### Compilations
- M83. Dead Cities, Red Seas & Lost Ghosts (Mute Records, 2004)
- Villeneuve: First Date (Pias/Rough Trade, 2006)
- Le Pop-les Filles (Le Pop, 2008)
- Le Pop 5 (Le Pop, 2009)